# Temporada 1987-88 de los Washington Bullets
La temporada 1987-88 fue la decimoquinta de los Bullets dentro del área metropolitana de Washington D. C. y la vigésimo séptima en sus diferentes localizaciones. La temporada regular acabó con 38 victorias y 44 derrotas, ocupando el séptimo puesto de la Conferencia Este, clasificándose para los playoffs, en los que cayó en primera ronda ante Detroit Pistons.

## Elecciones en elDraft
| Ronda | Puesto | Jugador          | Posición | Nacionalidad   | Universidad      |
| ----- | ------ | ---------------- | -------- | -------------- | ---------------- |
| 1     | 12     | Muggsy Bogues    | Base     | Estados Unidos | Wake Forest      |
| 2     | 36     | Duane Washington | Escolta  | Estados Unidos | Middle Tennessee |
| 7     | 150    | Jamie Dixon      | Base     | Estados Unidos | TCU              |

## Temporada regular
| División Atlántico   | División Atlántico | División Atlántico | División Atlántico | División Atlántico | División Atlántico | División Atlántico | División Atlántico | División Atlántico |
| Equipo               | G                  | P                  | %                  | PD                 | Casa               | Fuera              | Div                |                    |
| -------------------- | ------------------ | ------------------ | ------------------ | ------------------ | ------------------ | ------------------ | ------------------ | ------------------ |
| y-Boston Celtics     | 57                 | 25                 | .695               | –                  | 36–5               | 21–20              | 19–5               |                    |
| x-Washington Bullets | 38                 | 44                 | .463               | 19                 | 25–16              | 13–28              | 13–11              |                    |
| x-New York Knicks    | 38                 | 44                 | .463               | 19                 | 29–12              | 9–32               | 10–14              |                    |
| Philadelphia 76ers   | 36                 | 46                 | .439               | 21                 | 27–14              | 9–32               | 12–12              |                    |
| New Jersey Nets      | 19                 | 63                 | .232               | 38                 | 16–25              | 3–38               | 6–18               |                    |

## Playoffs

### Primera ronda
Detroit Pistons vs. Washington Bullets 
| Fecha       | Partido                                     | Ciudad   |
| ----------- | ------------------------------------------- | -------- |
| 28 de abril | Detroit Pistons 86, Washington Bullets 87   | Detroit  |
| 30 de abril | Detroit Pistons 102, Washington Bullets 101 | Detroit  |
| 2 de mayo   | Washington Bullets 114, Detroit Pistons 106 | Landover |
| 4 de mayo   | Washington Bullets 106, Detroit Pistons 103 | Landover |
| 8 de mayo   | Detroit Pistons 99, Washington Bullets 78   | Detroit  |
|             | Detroit Pistons gana las series 3-2         |          |

## Estadísticas
| Rk | Jugador        | Edad | P  | PT | MP   | TC  | TCI  | %TC  | T3  | T3I | %T3  | TL  | TLI | %TL  | RO  | RD  | RT   | AS  | RB  | TAP | BP  | FP  | PTS  |
| -- | -------------- | ---- | -- | -- | ---- | --- | ---- | ---- | --- | --- | ---- | --- | --- | ---- | --- | --- | ---- | --- | --- | --- | --- | --- | ---- |
| 1  | Moses Malone   | 32   | 79 | 78 | 34.1 | 6.7 | 13.8 | .487 | 0.0 | 0.1 | .286 | 6.9 | 8.7 | .788 | 4.7 | 6.5 | 11.2 | 1.4 | 0.7 | 0.9 | 3.2 | 2.0 | 20.3 |
| 2  | Jeff Malone    | 26   | 80 | 80 | 33.2 | 8.1 | 17.0 | .476 | 0.1 | 0.3 | .417 | 4.2 | 4.8 | .882 | 0.6 | 2.0 | 2.6  | 3.0 | 0.6 | 0.2 | 2.2 | 2.5 | 20.5 |
| 3  | Bernard King   | 31   | 69 | 38 | 29.6 | 6.8 | 13.6 | .501 | 0.0 | 0.1 | .167 | 3.6 | 4.7 | .762 | 1.2 | 2.8 | 4.1  | 2.8 | 0.7 | 0.1 | 3.1 | 2.9 | 17.2 |
| 4  | John Williams  | 21   | 82 | 37 | 29.6 | 5.2 | 11.1 | .469 | 0.1 | 0.5 | .132 | 2.3 | 3.1 | .734 | 1.5 | 3.9 | 5.4  | 2.8 | 1.4 | 0.4 | 1.8 | 2.6 | 12.8 |
| 5  | Steve Colter   | 25   | 56 | 53 | 24.3 | 3.4 | 7.2  | .469 | 0.1 | 0.2 | .300 | 1.2 | 1.5 | .791 | 0.9 | 1.9 | 2.8  | 4.2 | 1.0 | 0.3 | 1.4 | 2.0 | 8.0  |
| 6  | Terry Catledge | 24   | 70 | 40 | 23.0 | 4.2 | 8.4  | .506 | 0.0 | 0.0 | .000 | 2.2 | 3.4 | .655 | 2.6 | 3.1 | 5.7  | 0.9 | 0.5 | 0.1 | 1.4 | 2.5 | 10.7 |
| 7  | Muggsy Bogues  | 23   | 79 | 14 | 20.6 | 2.1 | 5.4  | .390 | 0.0 | 0.2 | .188 | 0.7 | 0.9 | .784 | 0.4 | 1.3 | 1.7  | 5.1 | 1.6 | 0.0 | 1.3 | 1.7 | 5.0  |
| 8  | Charles Jones  | 30   | 69 | 49 | 19.0 | 1.0 | 2.6  | .407 | 0.0 | 0.0 | .000 | 0.8 | 1.1 | .707 | 1.5 | 3.2 | 4.7  | 0.9 | 0.8 | 1.6 | 0.8 | 3.3 | 2.9  |
| 9  | Darrell Walker | 26   | 52 | 0  | 18.1 | 2.2 | 5.6  | .392 | 0.0 | 0.1 | .000 | 1.6 | 2.0 | .781 | 0.8 | 1.6 | 2.4  | 1.9 | 1.2 | 0.2 | 1.3 | 2.0 | 6.0  |
| 10 | Frank Johnson  | 29   | 75 | 17 | 16.8 | 2.9 | 6.6  | .434 | 0.0 | 0.1 | .111 | 1.6 | 2.0 | .812 | 0.5 | 1.1 | 1.6  | 2.5 | 0.9 | 0.1 | 1.3 | 1.6 | 7.4  |
| 11 | Manute Bol     | 25   | 77 | 4  | 14.8 | 1.0 | 2.1  | .455 | 0.0 | 0.0 | .000 | 0.3 | 0.6 | .531 | 0.9 | 2.6 | 3.6  | 0.2 | 0.1 | 2.7 | 0.5 | 2.1 | 2.3  |
| 12 | Mark Alarie    | 24   | 63 | 0  | 12.2 | 2.3 | 4.8  | .480 | 0.1 | 0.3 | .222 | 0.6 | 0.8 | .714 | 1.1 | 1.4 | 2.5  | 0.6 | 0.2 | 0.2 | 0.8 | 1.7 | 5.2  |
| 13 | Jay Murphy     | 25   | 9  | 0  | 5.1  | 0.9 | 2.6  | .348 | 0.0 | 0.0 |      | 0.4 | 0.6 | .800 | 0.4 | 1.3 | 1.8  | 0.1 | 0.0 | 0.0 | 0.6 | 0.6 | 2.2  |

## Galardones y récords
| Jugador      | Galardón |
| Moses Malone | All-Star |